# N Scorpii
Désignations
N Scorpii (en abrégé N SCo) est une étoile géante bleue ou sous-géante bleue de la constellation du Scorpion, de type spectral B2III-IV. Sa magnitude apparente est de +4,23, ce qui la rend visible à l'œil nu depuis la Terre. C'est une étoile variable. Elle fait probablement partie de l'association Scorpion-Centaure.
À l'origine, elle faisait partie de la constellation de la Règle, créée par Nicolas-Louis de Lacaille. Il lui attribua la désignation de Bayer Alpha Normae (α Nor). Mais ultérieurement, l'étoile fut transférée à la constellation du Scorpion et reçut alors sa dénomination actuelle, N Scorpii.